# I liga paragwajska w piłce nożnej (1931)
Ostatnim w historii amatorskim mistrzem Paragwaju został klub Club Olimpia, natomiast ostatnim w historii amatorskim wicemistrzem Paragwaju - klub Club Libertad.
Rozgrywki ligowe, które rozpoczęły się 3 maja 1931 roku, zakończone zostały dopiero 26 czerwca 1932 roku. Przyczyną tego była długa przerwa spowodowana wewnętrznymi sporami w futbolu paragwajskim.

## Primera División
Rozgrywki ucierpiały z powodu długiej przerwy wywołanej licznymi nieporozumieniami w futbolu paragwajskim. Doszło nawet do groźby rozpadu federacji na dwie federacje konkurencyjne wobec siebie. Starą federację o nazwie Asociación Paraguaya de Fútbol wsparły takie kluby jak Libertad, Cerro Porteño, Nacional, Guaraní, River Plate, Sol de América i General Caballero. Ostatecznie do rozpadu nie doszło i rozgrywki wznowiono 8 lutego 1932 roku. Po pierwszej połowie sezonu liderem ligi paragwajskiej był klub Universo Asunción.